# 伊豪罗什拜雷尼
伊豪罗什拜雷尼，是匈牙利绍莫吉州所辖的一个村。总面积49.66平方公里，总人口1253，人口密度25.2人/平方公里（2011年1月1日）。